# Volta a Califòrnia 2014
La Volta a Califòrnia 2014, novena edició de la Volta a Califòrnia, es disputà entre l'11 i el 18 de maig de 2014 sobre un recorregut de 1.143 km dividits en 8 etapes. La cursa formava part de l'UCI America Tour 2014.
El vencedor final fou el britànic Bradley Wiggins (Team Sky), vencedor de la contrarellotge individual de la segona etapa i que demostrà molta superioritat sobre la resta de rivals. L'acompanyaren al podi l'australià Rohan Dennis (Garmin-Sharp) i l'estatunidenc Lawson Craddock (Giant-Shimano), vencedor de la classificació dels joves.
En les altres classificacions secundàries Will Routley (Optum-Kelly Benefit Strategies), vencedor de la quarta etapa, guanyà la classificació de la muntanya, Peter Sagan (Cannondale), vencedor d'una etapa, la dels punts, Lawson Craddock (Giant-Shimano) la dels joves i el Garmin-Sharp la classificació per equips.

## Equips participants
Classificada amb categoria 2.HC de l'UCI Amèrica Tour, la Volta a Califòrnia és oberta als UCI ProTeams amb un límit del 50% dels equips participants, als equips continentals professionals, als equips continentals i als equips nacionals.
En aquesta edició hi prenen part 16 equips: 9 ProTeams, 3 equips continentals professionals i 4 equips continentals:
| Nom de l'equip          | País          | Codi |
| ----------------------- | ------------- | ---- |
| Belkin Pro Cycling Team | Bèlgica       | BEL  |
| BMC Racing Team         | Estats Units  | BMC  |
| Cannondale              | Itàlia        | CAN  |
| Garmin-Sharp            | Estats Units  | GRS  |
| Giant-Shimano           | Països Baixos | GIA  |
| Omega Pharma-Quick Step | Bèlgica       | OPQ  |
| Orica-GreenEDGE         | Austràlia     | OGE  |
| Team Sky                | Regne Unit    | SKY  |
| Trek Factory Racing     | Estats Units  | TFR  |

| Nom de l'equip   | País         | Codi |
| ---------------- | ------------ | ---- |
| NetApp-Endura    | Alemanya     | TNE  |
| Novo Nordisk     | Estats Units | TNN  |
| Unitedhealthcare | Estats Units | UHC  |

| Nom de l'equip                 | País         | Codi |
| ------------------------------ | ------------ | ---- |
| Bissell Development            | Estats Units | BDT  |
| Jamis-Hagens Berman            | Estats Units | JSH  |
| Jelly Belly-Maxxis             | Estats Units | JBC  |
| Optum-Kelly Benefit Strategies | Estats Units | OPM  |

## Etapes
| Etapes   | Data       | Recorregut                    |                           | km    | Vencedor etapa        | Líder general         | Ref.   |
| -------- | ---------- | ----------------------------- | ------------------------- | ----- | --------------------- | --------------------- | ------ |
| 1a etapa | 11 de maig | Sacramento - Sacramento       | Etapa plana               | 193,1 | Mark Cavendish (GBR)  | Mark Cavendish (GBR)  | [ 3 ]  |
| 2a etapa | 12 de maig | Folsom - Folsom               | Contrarellotge individual | 20,1  | Bradley Wiggins (GBR) | Bradley Wiggins (GBR) | [ 4 ]  |
| 3a etapa | 13 de maig | San José - Mont Diablo        | Etapa de muntanya         | 174,6 | Rohan Dennis (AUS)    | Bradley Wiggins (GBR) | [ 5 ]  |
| 4a etapa | 14 de maig | Monterey - Cambria            | Etapa de mitja muntanya   | 165,1 | Will Routley (CAN)    | Bradley Wiggins (GBR) | [ 6 ]  |
| 5a etapa | 15 de maig | Pismo Beach - Santa Barbara   | Etapa de mitja muntanya   | 172,8 | Taylor Phinney (USA)  | Bradley Wiggins (GBR) | [ 7 ]  |
| 6a etapa | 16 de maig | Santa Clarita - Mountain High | Etapa de muntanya         | 151,9 | Esteban Chaves (COL)  | Bradley Wiggins (GBR) | [ 8 ]  |
| 7a etapa | 17 de maig | Santa Clarita - Pasadena      | Etapa de mitja muntanya   | 142,7 | Peter Sagan (SVK)     | Bradley Wiggins (GBR) | [ 9 ]  |
| 8a etapa | 18 de maig | Thousand Oaks - Thousand Oaks | Etapa plana               | 122,5 | Mark Cavendish (GBR)  | Bradley Wiggins (GBR) | [ 10 ] |

## Classificacions finals

### Classificació general
|    | Ciclista               | Equip                   | Temps       |
| -- | ---------------------- | ----------------------- | ----------- |
| 1  | Bradley Wiggins (GBR)  | Team Sky                | 28h 22' 05" |
| 2  | Rohan Dennis (AUS)     | Garmin-Sharp            | + 30"       |
| 3  | Lawson Craddock (USA)  | Giant-Shimano           | + 1' 48"    |
| 4  | Tiago Machado (POR)    | NetApp-Endura           | + 2' 02"    |
| 5  | Adam Yates (GBR)       | Orica-GreenEDGE         | + 2' 14"    |
| 6  | Peter Stetina (USA)    | BMC Racing Team         | + 2' 30"    |
| 7  | Esteban Chaves (COL)   | Orica-GreenEDGE         | + 2' 39"    |
| 8  | Laurens ten Dam (NED)  | Belkin Pro Cycling Team | + 3' 01"    |
| 9  | Janier Acevedo (COL)   | Garmin-Sharp            | + 3' 05"    |
| 10 | David de la Cruz (ESP) | NetApp-Endura           | + 3' 06"    |

### Classificacions secundàries
|             | Ciclista             | Equip                   | Punts |
| ----------- | -------------------- | ----------------------- | ----- |
| Mallot verd | Peter Sagan (SVK)    | Cannondale              | 47    |
| 2           | Mark Cavendish (GBR) | Omega Pharma-Quick Step | 34    |
| 3           | John Degenkolb (GER) | Giant-Shimano           | 30    |

|                       | Ciclista                | Equip                          | Punts |
| --------------------- | ----------------------- | ------------------------------ | ----- |
| Mallot de la muntanya | William Routley (CAN)   | Optum-Kelly Benefit Strategies | 42    |
| 2                     | Christopher Jones (USA) | UnitedHealthcare               | 31    |
| 3                     | Esteban Chaves (COL)    | Orica-GreenEDGE                | 24    |

|              | Ciclista              | Equip           | Temps       |
| ------------ | --------------------- | --------------- | ----------- |
| Mallot blanc | Lawson Craddock (USA) | Giant-Shimano   | 28h 23' 53" |
| 2            | Adam Yates (GBR)      | Orica-GreenEDGE | + 26"       |
| 3            | Daan Olivier (NED)    | Giant-Shimano   | + 03' 03"   |

|   | Equip           | País          | Temps       |
| - | --------------- | ------------- | ----------- |
| 1 | Garmin-Sharp    | Estats Units  | 85h 12' 16" |
| 2 | Giant-Shimano   | Països Baixos | + 4' 22"    |
| 3 | Orica-GreenEDGE | Austràlia     | + 5' 53"    |

## Evolució de les classificacions
| Etapa | Vencedor        | Classificació general | Classificació dels joves | Classificació de la muntanya | Classificació dels esprints | Més valent         | Classificació per equips |
| ----- | --------------- | --------------------- | ------------------------ | ---------------------------- | --------------------------- | ------------------ | ------------------------ |
| 1     | Mark Cavendish  | Mark Cavendish        | Tao Geoghegan Hart       | Will Routley                 | Mark Cavendish              | Charles Planet     | Cannondale               |
| 2     | Bradley Wiggins | Bradley Wiggins       | Lawson Craddock          | Will Routley                 | Mark Cavendish              | no entregat        | Trek Factory Racing      |
| 3     | Rohan Dennis    | Bradley Wiggins       | Lawson Craddock          | Will Routley                 | Mark Cavendish              | Luis Enrique Lemus | Garmin-Sharp             |
| 4     | Will Routley    | Bradley Wiggins       | Lawson Craddock          | Will Routley                 | Will Routley                | Jonathan Clarke    | Garmin-Sharp             |
| 5     | Taylor Phinney  | Bradley Wiggins       | Lawson Craddock          | Will Routley                 | Peter Sagan                 | Taylor Phinney     | Garmin-Sharp             |
| 6     | Esteban Chaves  | Bradley Wiggins       | Lawson Craddock          | Will Routley                 | Peter Sagan                 | Christopher Jones  | Garmin-Sharp             |
| 7     | Peter Sagan     | Bradley Wiggins       | Lawson Craddock          | Will Routley                 | Peter Sagan                 | Ben King           | Garmin-Sharp             |
| 8     | Mark Cavendish  | Bradley Wiggins       | Lawson Craddock          | Will Routley                 | Peter Sagan                 | Jack Bobridge      | Garmin-Sharp             |
| Final | Final           | Bradley Wiggins       | Lawson Craddock          | Will Routley                 | Peter Sagan                 | no entregat        | Garmin-Sharp             |